# عباس القيصوم
Abbas Al-Qaisoum (بالإنجليزية: Abbas Al-Qaisoum)‏ من مواليد 31 أكتوبر 1980 في القطيف، السعودية، هو رباع سعودي، نافس للمملكة العربية السعودية في الألعاب الأولمبية الصيفية 2012 حيث حل في المركز 15 في منافسة 94 كجم المجموعة (ب) 

## روابط خارجية
- عباس القيصوم على موقع الاتحاد الدولي (الإنجليزية)
- عباس القيصوم على موقع أوليمبيديا (الإنجليزية)